# Donal Cam O'Sullivan Beare
Donal Cam O'Sullivan Beare (in irlandese: Domhnall Cam Ó Súileabháin Bhéara; 1561 – 1618) è stato un nobile e militare irlandese principe di Beare, primo conte di Berehaven, fu l'ultimo sovrano indipendente del clan degli O'Sullivan, e quindi l'ultimo Beaver O'Sullivan, un titolo principesco gaelico, nella penisola di Beara, nel sud-ovest dell'Irlanda, all'inizio del diciassettesimo secolo, quando la corona inglese stava cercando di assicurarsi il loro dominio su tutta l'isola.

## Biografia
Nel 1563 il padre venne ucciso, ma essendo Donald troppo giovane per guidare il clan il titolo venne ereditato dal fratello del padre Eroin. Tale titolo venne poi confermato dalle autorità inglesi a Dublino assegnandoli il titolo di "Signore di Beare e Bantry". Per consolidare la sua posizione, Eoin accettò l'autorità della regina Elisabetta I d'Inghilterra e fu nominato cavaliere. Nel 1587 Donal reclamò il proprio diritto alla guida del clan, chiedendo a Dublino di mettere da parte l'incarico di Eoin facendo valere le leggi inglesi basate sulla primogenitura maschile assoluta. Desiderosa di estendere l'autorità legale inglese sull'Irlanda, la commissione di Dublino accettò la richiesta di Donal che divenne "The O'Sullivan Beare, head of the clan".

## Guerra dei nove anni
Nel 1600 la provincia di Munster venne devastata dalla battaglia, e i clan gaelici persero oltre mezzo milione di acri (4.000 km²) di terra in seguito alla sconfitta subita durante le rivolte dei Desmond.
Sebbene nel periodo precedente alla Guerra dei nove anni O'Sullivan mantenne le distanze dalla causa dei ribelli, con il tempo si unì a una confederazione di capi gaelici guidati da Hugh O'Neill, Conte di Tyrone e Hugh Roe O'Donnell dell'Ulster. Il conflitto era scoppiato nel 1594 e O'Neill si era assicurato il sostegno di Filippo II di Spagna. Gli spagnoli inviarono una forza al comando di don Juan D'Aquilla nel 1601. O'Sullivan scrisse al re spagnolo in sottomissione alla sua autorità, ma la lettera fu intercettata dagli inglesi. All'inizio del 1602 le forze alleate irlandesi e spagnole incontrarono gli inglesi nella battaglia di Kinsale e furono sconfitti.
O'Sullivan decise di continuare la lotta prendendo il controllo del castello di Dunboy. Nel giugno 1602 le forze inglesi attaccarono Dunboy e il castello cadde in seguito a un brutale assedio. L'intera compagnia di difensori fu uccisa in combattimento o giustiziata.

## O'Sullivan's march
Donal stesso era assente dall'assedio di Dunboy, dopo essersi recato in Ulster per una conferenza con Hugh O'Neill. La sua lettera a Philip lo lasciò con poche speranze di perdono dagli inglesi, e quindi continuò il combattimento con le tattiche di guerriglia.
Nascose 300 donne, bambini e anziani della sua comunità in una fortezza sull'isola di Dursey, ma questa posizione venne attaccata e i difensori vennero impiccati. In quello che fu poi definito il Massacro di Dursey, Philip O'Sullivan Beare (1590-1660, nipote di O'Sullivan) scrisse che le donne e i bambini della fortezza di Dursey furono massacrati dagli inglesi, che li legarono, li gettarono dalle rocce e li colpirono con i moschetti.
Dopo la caduta di Dursey e Dunboy, O'Sullivan, radunò i suoi seguaci rimasti (circa 1000) e partì verso nord in una marcia di 500km, iniziata il 31 dicembre 1602. Egli sperava di incontrare Hugh O'Neill sulle rive del Lough Neagh.
Ha combattuto una lunga azione di retroguardia verso nord attraversando le province di Munster, Connacht e Ulster, durante la quale si scontrò più volte con le forze inglesi (molto più grandi) e gli alleati irlandesi. La marcia fu segnata dalla sofferenza degli O'Sullivans in fuga e affamati mentre cercavano cibo da una campagna irlandese già decimata dall'inverno. Dovettero affrontare persone ugualmente disperate e affamate, spesso provocando ostilità, come con i Mac Egans al castello di Redwood a Tipperary e a Donohill nel paese di O'Dwyer, dove fecero irruzione nel negozio di alimentari del conte di Ormonde. Al loro arrivo al castello di O'Rourke a Leitrim il 4 gennaio 1603, dopo una dura marcia e combattimenti durati due settimane, ne rimasero solo 35 dei 1000 originali. Molti erano morti nelle battaglie o dalla fame, altri si erano rifugiati o fuggiti lungo il percorso. Gli O'Sullivan marciarono per oltre 500 chilometri, attraversarono lo Shannon nell'oscurità di una notte di metà inverno, battaglie combattute e continue schermaglie, e persero quasi tutto il clan durante le difficoltà del viaggio.
A Leitrim, O'Sullivan cercò di unirsi ad altri capi nordici per combattere gli inglesi, e organizzò una forza a tal fine, ma la resistenza finì quando Hugh O'Neill, II Conte di Tyrone firmò il Trattato di Mellifont. O'Sullivan, come altri membri della nobiltà gaelica d'Irlanda che fuggì, cercò l'esilio, scappando in Spagna in nave.
Il sentiero della "Beara-Breifne Way" segue la linea della marcia storica.

## Esilio
Quando lasciò l'Irlanda, Cornelius O'Driscoll e altri cavalieri irlandesi aiutarono lui e il suo clan. In Spagna O'Sullivan fu accolto da re Filippo III. Il suo stato principesco fu riconfermato e venne nominato generale imperiale.
Nel 1618, O'Sullivan Beare fu assassinato proprio mentre stava lasciando la Messa nella Plaza de Santo Domingo a Madrid. L'assassino era John Bathe, un inglese di Dublino che era stato sfigurato a duello dal nipote del principe, a causa di alcune questioni tra Bathe e O'Sullivan; si dice anche che l'uomo fosse una spia per conto della Corona inglese.
O'Sullivan godeva di un'ottima reputazione, tanto da garantire incarichi di rilievo alla sua discendenza. Circa 165 anni dopo, John Sullivan, considerato un discendente di O'Sullivan, fu un generale della rivoluzione americana.
| Controllo di autorità | VIAF (EN) 28218821 |